# حد شکاله
حد شکاله (به عربی: حد الشکالة) یک شهرداری در الجزایر است که در استان غلیزان واقع شده‌است.